# Giorgio Genel
Giorgio Genel (Trieste, 30 giugno 1928 – Trieste, 17 luglio 1993) è stato un arbitro di calcio italiano.

## Biografia
Diplomato ragioniere, entrò nelle giovanili della Triestina, in cui giocò nella formazione allievi. A fine anni cinquanta si trasferì a Milano, ove entrò, come direttore amministrativo, in una consociata della Montedison, specializzata in pubblicazioni audiovisive.
Morì a 65 anni per un blocco cardiaco.

## Carriera

### Arbitro
Iscritto alla Sezione A.I.A. di Trieste dal 1947, nel 1951 venne promosso ad arbitro interregionale. Nel 1957 entrò nel Comitato Arbitri Nazionali. 
Nella massima serie italiana esordì ad Alessandria, il 4 ottobre 1959, arbitrando Alessandria-Atalanta (0-0)..
L'ultima gara diretta in Serie A fu Cagliari-Sampdoria (0-0) dell'11 maggio 1969.
Mentre la sua ultima gara in assoluto fu in serie B, Reggina-Verona (0-0) dove per un suo errore clamoroso alla Reggina verrà annullato un gol regolare di Santonico. Dopo questo suo errore, il mercoledì successivo alla gara il giudice federale, su rapporto del commissario di campo, radiò a vita l'arbitro Genel. Santonico nel secondo tempo, con un preciso colpo di testa segna, il guardalinee corre verso il centrocampo, i giocatori della reggina esultano, il pallone a causa della pioggia era rimasto in fondo alla rete, Cimpiel  (portiere scaligero) si tuffa, ovviamente in ritardo, all'indietro e con una manata toglie il pallone dalla porta. L'arbitro Genel, fa continuare tranquillamente il gioco, come se nulla fosse accaduto, tra le proteste degli amaranto e del pubblico.
Genel ha diretto 113 partite in dieci stagioni in Serie A e 72 gare in tredici stagioni di Serie B.

### Ippica
Appassionato di ippica fece parte della Scuderia Quarnero, con cui disputò varie corso di trotto all'Ippodromo di Montebello. Nel 1973 passò alla Scuderia Crivizza.